# Giles Scott
Giles Lyndon Scott (Huntingdon, 23 de junio de 1987) es un deportista británico que compite en vela en la clase Finn. 
Participó en dos Juegos Olímpicos de Verano, obteniendo dos medallas en la clase Finn, oro en Río de Janeiro 2016 y oro en Tokio 2020.
Ganó cinco medallas en el Campeonato Mundial de Finn entre los años 2010 y 2016, y cinco medallas en el Campeonato Europeo de Finn entre los años 2011 y 2021.

## Palmarés internacional
| \| Juegos Olímpicos \| Juegos Olímpicos \| Juegos Olímpicos \| Juegos Olímpicos \| \| Año \| Lugar \| Medalla \| Clase \| \| ------------------ \| ------------------------------ \| ----------------- \| ---------------- \| \| 2016 \| Río de Janeiro (Brasil) \| Medalla de oro \| Finn \| \| 2020 \| Tokio (Japón) \| Medalla de oro \| Finn \| \| Campeonato Mundial \| \| \| \| \| Año \| Lugar \| Medalla \| Clase \| \| 2010 \| San Francisco (Estados Unidos) \| Medalla de bronce \| Finn \| \| 2011 \| Perth (Australia) \| Medalla de oro \| Finn \| \| 2014 \| Santander (España) \| Medalla de oro \| Finn \| \| 2015 \| Takapuna (Nueva Zelanda) \| Medalla de oro \| Finn \| \| 2016 \| Gaeta (Italia) \| Medalla de oro \| Finn \| \| Campeonato Europeo \| \| \| \| \| Año \| Lugar \| Medalla \| Clase \| \| 2011 \| Helsinki (Finlandia) \| Medalla de oro \| Finn \| \| 2014 \| La Rochelle (Francia) \| Medalla de oro \| Finn \| \| 2019 \| Atenas (Grecia) \| Medalla de oro \| Finn \| \| 2020 \| Gdynia (Polonia) \| Medalla de plata \| Finn \| \| 2021 \| Vilamoura (Portugal) \| Medalla de plata \| Finn \| |                                |                   |       |
| Juegos Olímpicos |                                |                   |       |
| Año | Lugar                          | Medalla           | Clase |
| 2016 | Río de Janeiro (Brasil)        | Medalla de oro    | Finn  |
| 2020 | Tokio (Japón)                  | Medalla de oro    | Finn  |
| Campeonato Mundial |                                |                   |       |
| Año | Lugar                          | Medalla           | Clase |
| 2010 | San Francisco (Estados Unidos) | Medalla de bronce | Finn  |
| 2011 | Perth (Australia)              | Medalla de oro    | Finn  |
| 2014 | Santander (España)             | Medalla de oro    | Finn  |
| 2015 | Takapuna (Nueva Zelanda)       | Medalla de oro    | Finn  |
| 2016 | Gaeta (Italia)                 | Medalla de oro    | Finn  |
| Campeonato Europeo |                                |                   |       |
| Año | Lugar                          | Medalla           | Clase |
| 2011 | Helsinki (Finlandia)           | Medalla de oro    | Finn  |
| 2014 | La Rochelle (Francia)          | Medalla de oro    | Finn  |
| 2019 | Atenas (Grecia)                | Medalla de oro    | Finn  |
| 2020 | Gdynia (Polonia)               | Medalla de plata  | Finn  |
| 2021 | Vilamoura (Portugal)           | Medalla de plata  | Finn  |